# Епархия Табаско
Епархия Табаско (лат. Dioecesis Tabasquensis) — епархия Римско-католической церкви с центром в городе Вильяэрмоса, Мексика. Епархия Табаско входит в митрополию Юкатана. Кафедральным собором епархии Табаско является церковь Пресвятой Девы Марии.

## История
С начала испанской колонизации провинция Табаско имела важное значение при миссионерской деятельности Католической церкви. Отсюда католические миссионеры начинали распространять католицизм среди местного населения. В 1535 году вице-король Новой Испании Антонио де Мендоса поручил францисканцам христианизировать индейское население, проживающее поблизости в Табаско. После появления значительного числа католиков в Табаско доминиканец Бартоломе де Лас Касас предложил создать в Табаско епархию. Значительную роль в образовании епархии Табаско сыграл также священник Мануэль Гиль-де-Сантес, который в середине XIX века развил обширную деятельность в Табаско. Он неоднократно обращался в Святой Престол образовать новую епархию.
25 мая 1880 года Святой Престол учредил епархию Табаско, выделив её из архиепархии Юкатана.

## Ординарии епархии
- епископ Agustín de Jesús Torres y Hernández (19.11.1881 — 30.07.1885)
- епископ Perfecto Amézquita y Gutiérrez (7.06.1886 — 3.12.1896)
- епископ Francisco María Campos y Ángeles (7.03.1897 — 2.10.1907)
- епископ Leonardo Castellanos y Castellanos (22.03.1908 — 19.05.1912)
- епископ Antonio Hernández y Rodríguez (2.12.1912 — 23.09.1922)
- епископ Pascual Díaz y Barreto (11.12.1922 — 25.06.1929) — назначен архиепископом Мехико
- епископ Vicente Camacho y Moya (14.02.1930 — 18.02.1943)
- епископ José de Jesús Angulo del Valle y Navarro (2.06.1945 — 19.09.1966)
- епископ Antonio Hernández Gallegos (24.02.1967 — 22.10.1973)
- епископ Rafael García González (30.05.1974 — 4.01.1992) — назначен епископом Леона
- епископ Florencio Olvera Ochoa (19.10.1992 — 22.02.2002)
- епископ Benjamín Castillo Plascencia (8.02.2003 — 29.04.2010)
- епископ Gerardo de Jesús Rojas López (7.12.2010 — по настоящее время)

## Источник
- Annuario Pontificio, Ватикан, 2005